# Крийон-ле-Брав
Крийо́н-ле-Брав (фр. Crillon-le-Brave) — коммуна во французском департаменте Воклюз региона Прованс — Альпы — Лазурный Берег. Относится к кантону Мормуарон. 

## Географическое положение
Крийон-ле-Брав расположен в 33 км к северо-востоку от Авиньона и в 12 км к востоку от Карпантра. Соседние коммуны: Малосен на севере, Бедуан на востоке, Сен-Пьер-де-Вассоль на юге, Моден и Каромб на юго-западе, Ле-Барру на северо-западе.
Коммуна находится на южном склоне Мон-Ванту.

### Гидрография
Через коммуну протекает Мед.

## Демография
Население коммуны на 2010 год составляло 448 человек.
| 1962 | 1968 | 1975 | 1982 | 1990 | 1999 | 2010 |
| ---- | ---- | ---- | ---- | ---- | ---- | ---- |
| 82   | 134  | 171  | 265  | 370  | 398  | 448  |

## Достопримечательности

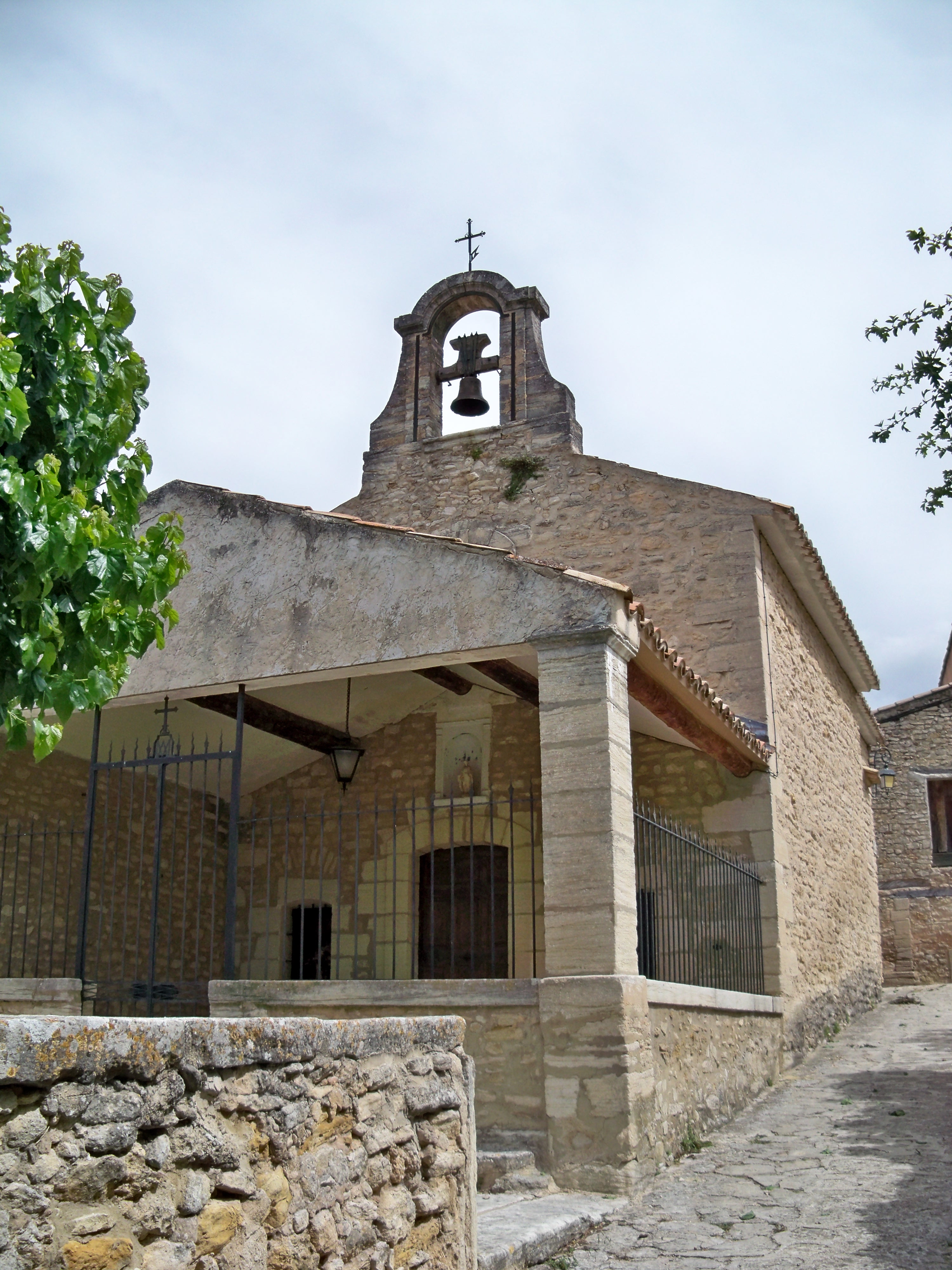
Часовня Нотр-Дам-дез-Аксе.

- Часовня Нотр-Дам-дез-Аксе, сооружена в 1721 году.